# Dorsal tunecina
La dorsal tunecina (en árabe : الظهير التونسي)  ) es un conjunto de alineaciones montañosas que se extienden, en Túnez, desde los montes de Tébessa, a la frontera con Argelia, hasta la altura del Cabo Bon sin incluirlos totalmente
Constituye la prolongación  oriental del  Atlas sahariano y se orienta sobre un eje suroeste - noreste. Se caracteriza por altitudes que van descendiendo, entre el Djebel Chambi (1 544 m) al oeste, punto culminante de Túnez, y el Djebel Boukornine (576 m ) en la extremidad oriental.

## Límites
Antes que un conjunto compacto de montañas (llamadas jebels), la dorsal es una sucesión de macizos montañosos más o menos alineados, más o menos elevados y separados entre ellos por pasos transversales.  Se pueden  distinguir, a efectos orográficos  ocho divisiones que comprenden alineaciones montañosas, tierras altas  y un paso:

### Mitad norte de la dorsal
- Eje occidental : una alineación de elevadas montañas — jebels Bargou (1266 m ), Kesra 1174 m ), Serj (1 357  m) y Zaghouan (1 295 m) — ubicado entre el valle del uadi Miliane al norte y el pasillo Zaghouan-Bouficha al sur, con el jbel Boukornine en el extremo;
- Elevadas tierras en torno a Makthar (900 m ) y Rebaa (600 m ) separadas por el valle del uadi Siliana ;
- Eje oriental formado por una alineación montañosa más modesta, que culmina en el  jbel Ousselat (895 m ), en contacto con la gran llanura de Cairuán en el  centro del país ;
- Montes de Enfidha y de Sidi Jedidi que forman pequeños macizos montañosos en contacto con la llanura litoral del golfo de Hammamet.

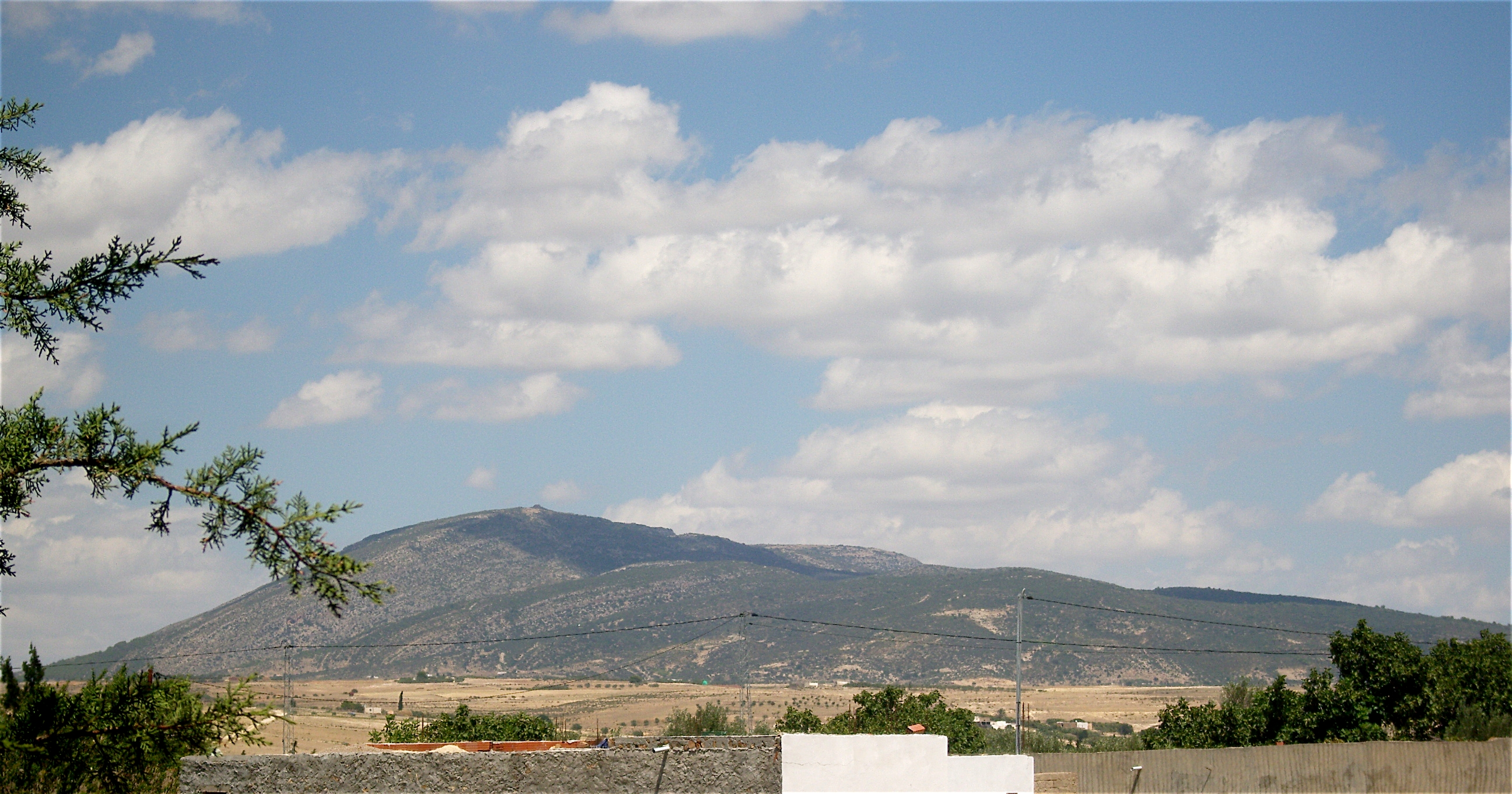
Vista de la vertiente occidental del Djebel Bargou
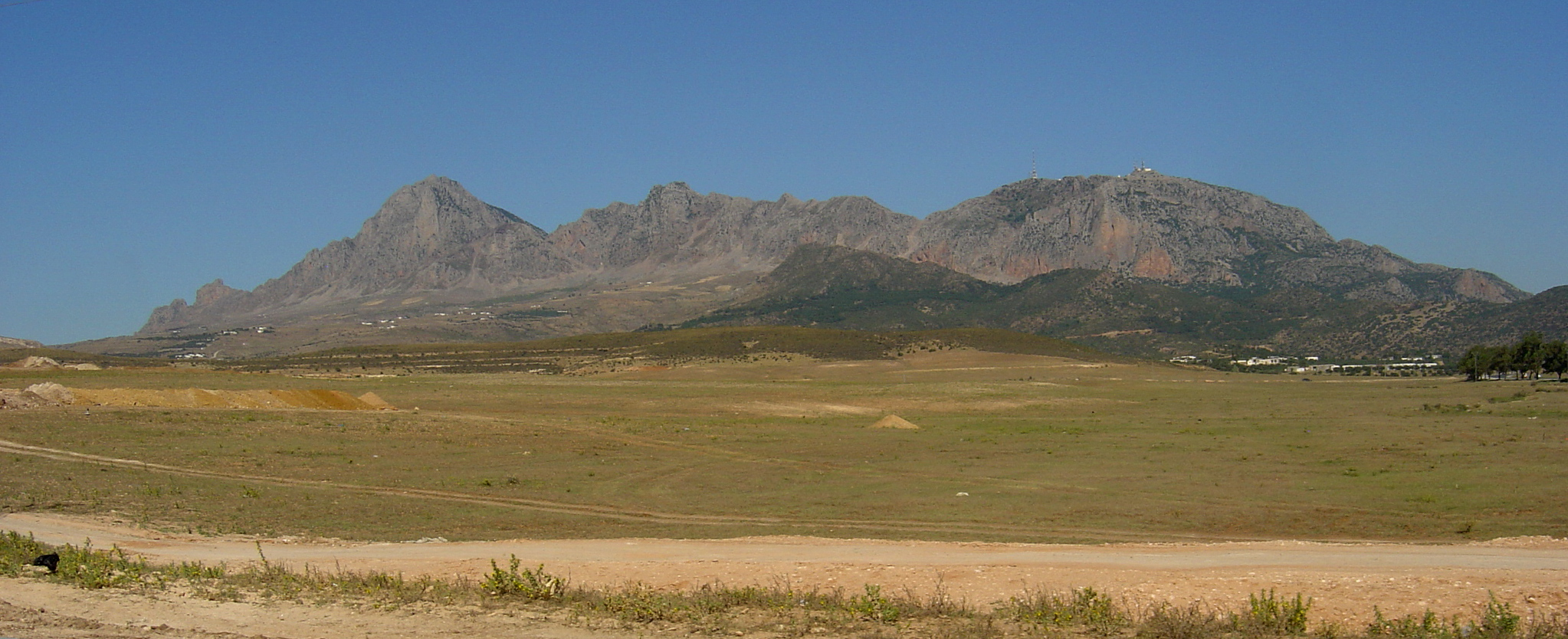
Djebel Zaghouan visto desde Zriba
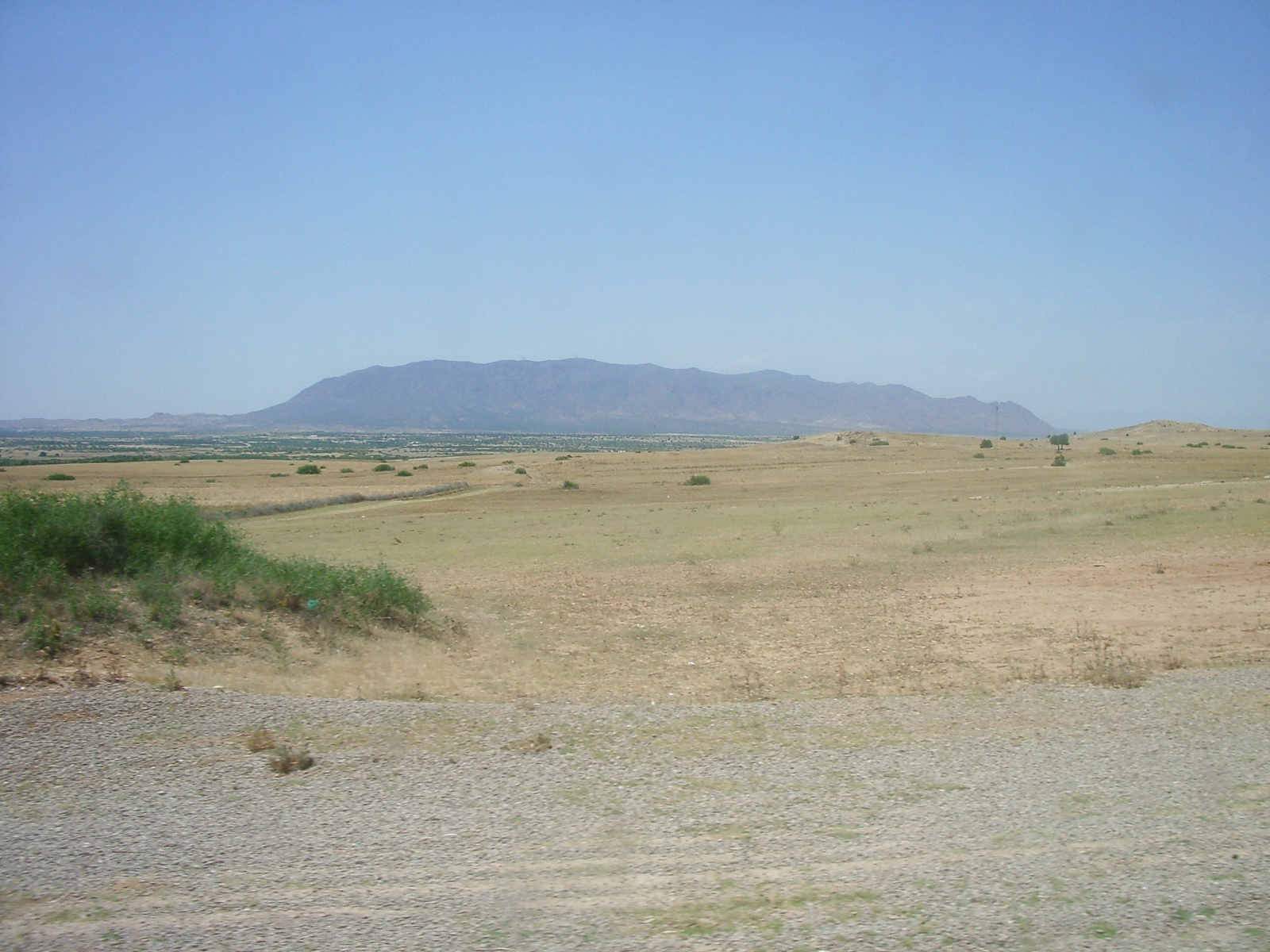
Silueta del Djebel Ousselat

### Mitad sur de la dorsal
- Paso de Rouhia-Merguellil caracterizado por formas de relieve irregulares con el cuenca hidrográfica del Uadi Merguellil y la cuenca  de hundimiento de Rouhia-Sbiba ;
- Más al sur, se encuentra tres alineaciones mayores paralelas :
  - Alineación de los jebels Essif (1352 m), Bireno (1419  m) y el Ou Jedour (1 309 m) ;
  - Alineación de los jebels Djebel Chambi, Semmama  (1314 m) y Tioucha (1 363 m) ;[2]
  - Alineación de los jebels Salloum (1373  m) y Mrhila (1 376 m).

## Medio natural
La dorsal tunecina aparece como un espacio de transición entre el norte de Túnez por un lado, el centro y el sur de Túnez por otro lado. Efectivamente, el norte, o Tell, se caracteriza por un clima más húmedo, mientras que el centro y el sur tienen un  clima árido o semiárido. La isoyeta de 400 milímetros de precipitación  al año atraviesa la dorsal tunecina y permite diferenciar sobre todo la vegetación de montaña. Así, al norte y a partir de los 950-1 050 metros de altitud, la vegetación está dominada por el bosque  y las especies  más difundidas son la coscoja, el alcornoque y la encina mientras que el sur está dominado por la vegetación esteparia. Por otra parte las altitudes no son suficientemente  elevadas como para que se pueda encontrar la vegetación característica del Atlas.

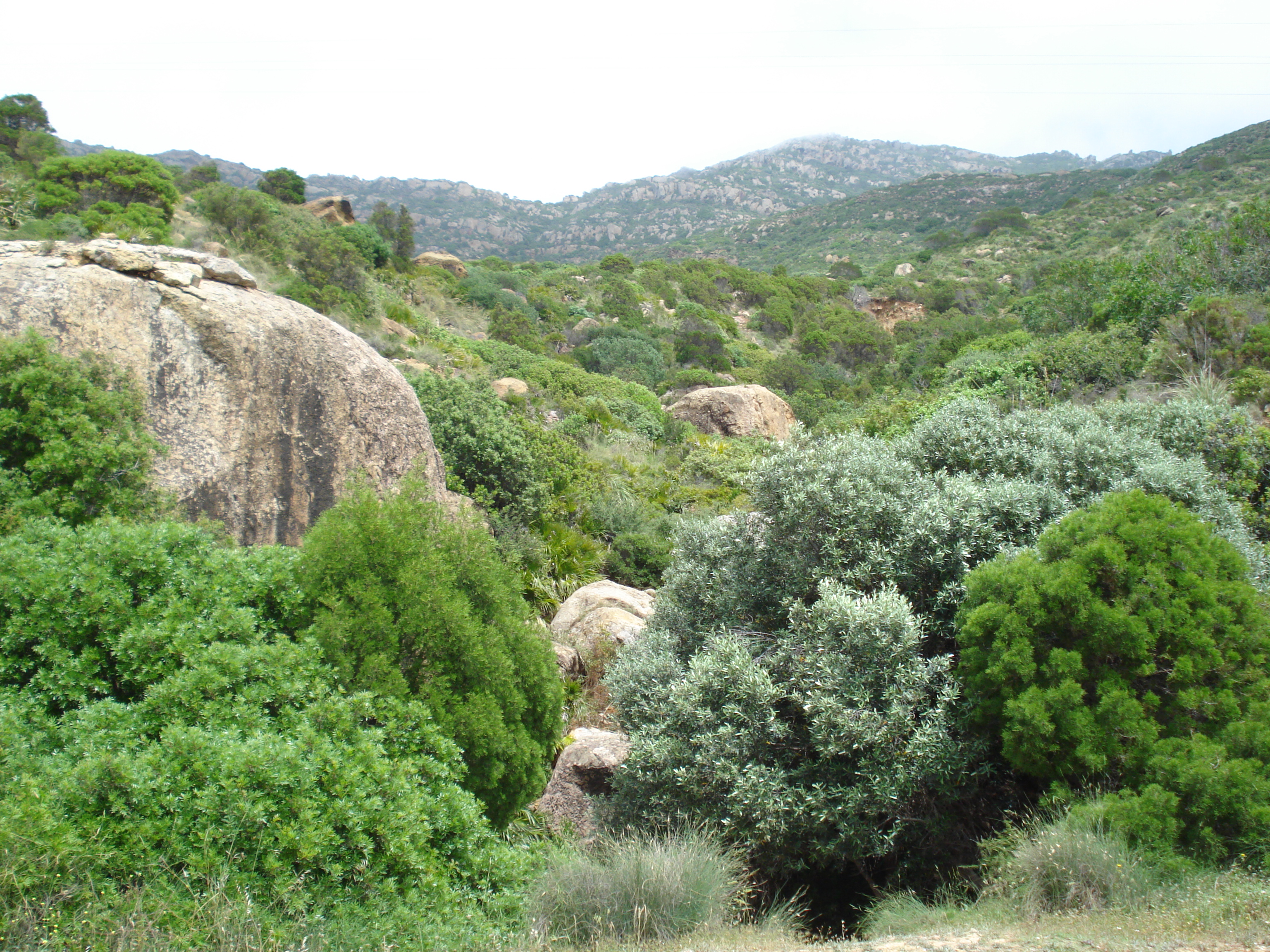
Paisaje del Djebel Korbous en el Cabo Bon
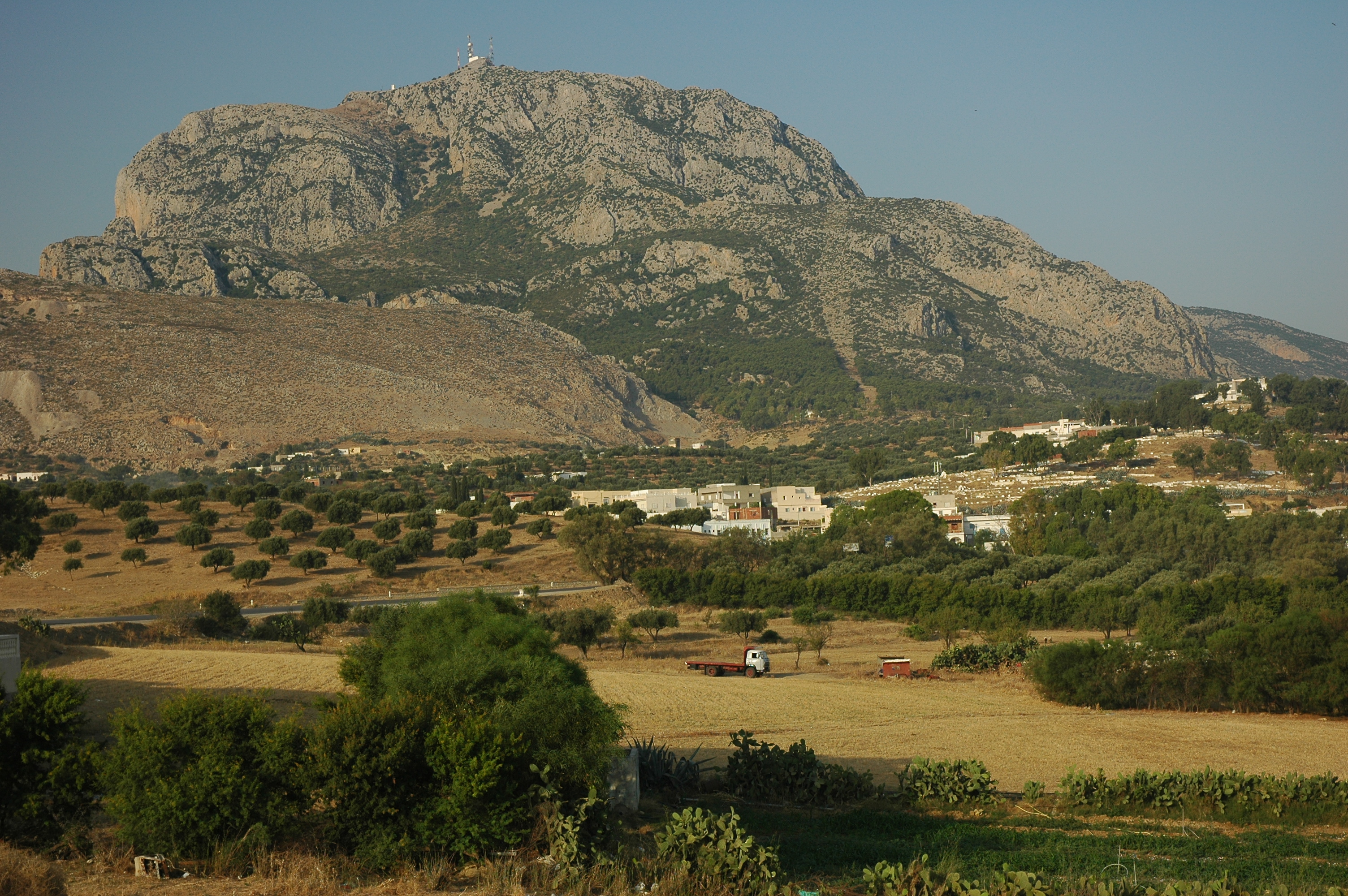
Vertiente del Djebel Zaghouan
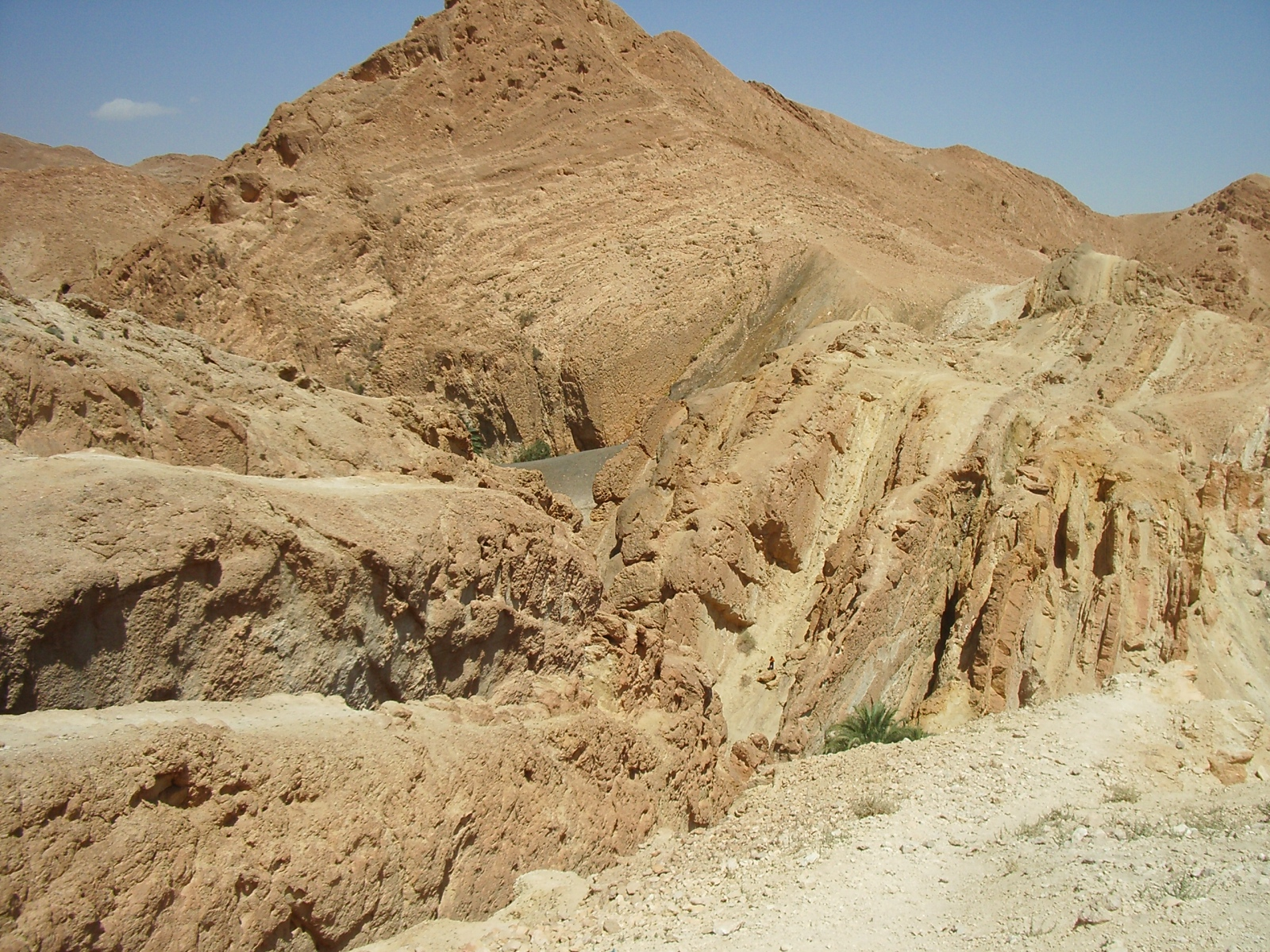
Djebel En Negueb en el suroeste del país

## Poblamiento

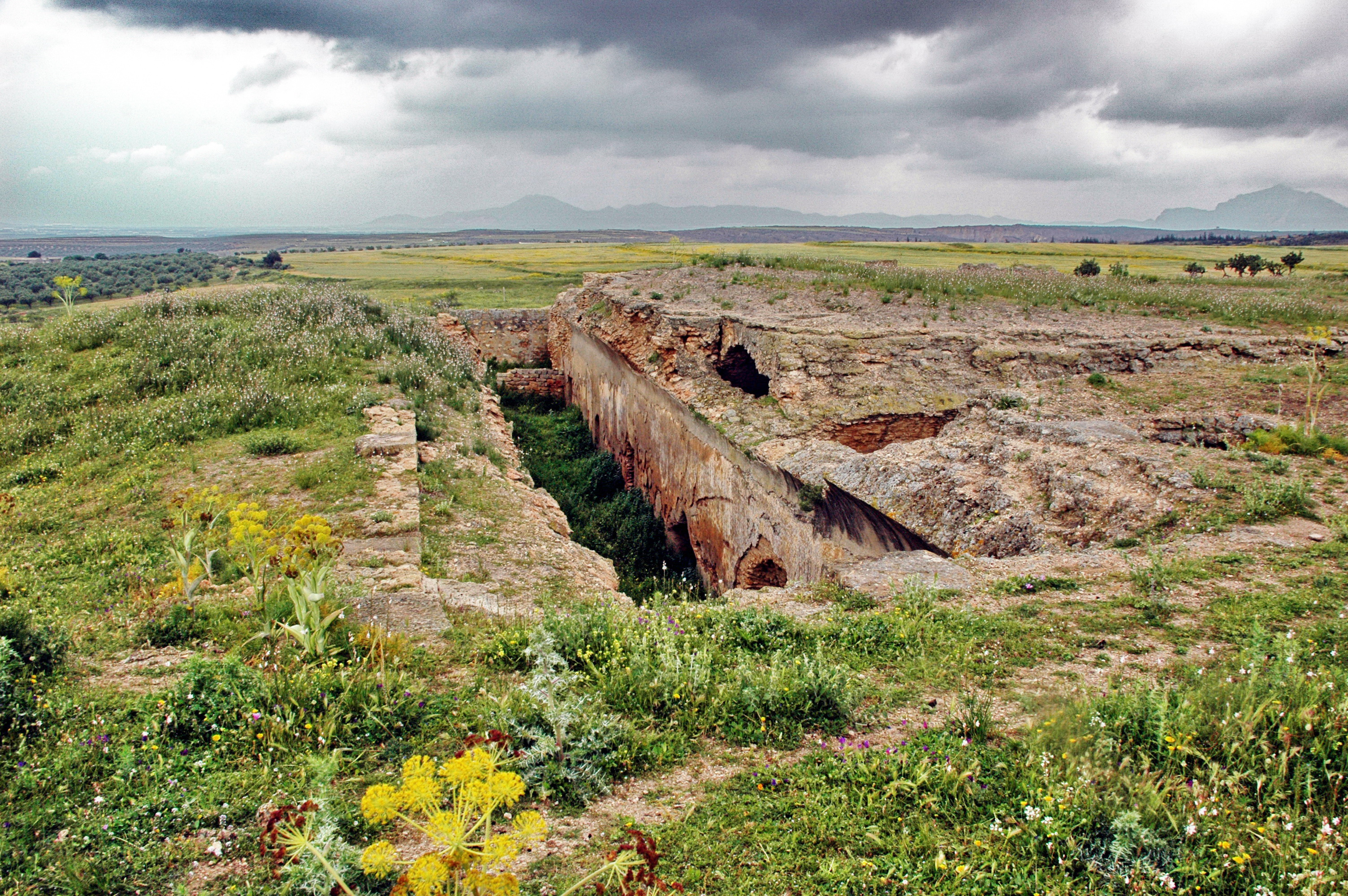
Ruinas de una cisterna a Oudna

En la Antigüedad, la dorsal aparece como un espacio poblado si se considera el caso de ciudades florecientes tales que Oudna, Mactaris (Makthar), Hir Souar, Sufetula (Sbeïtla), Cillium (Kasserine), etc.
Después de la conquista árabe en el siglo  VII siglo, algunas han desaparecido  (Sufetula o Cillium) mientras que otras han encontrado su lugar en la red de ciudades organizadas en torno a Kairuan (Aïn Jeloula, Agar, Hir Souar o  Sbiba). Con las invasiones por las  tribus hilalianas en el siglo  XI  se asiste a  un abandono agrícola y a un cambio de  poblamiento  hacia una nomadización de tribus beduinas, quedando algunos lugares para la vida sedentaria rural (Bargou, Serj y Kesra al noreste).
En los siglos XIX y XX después de la guerra durante el Beylicato de Túnez y la instauración del Protectorado francés de Túnez, este espacio se explota en  beneficio de las grandes ciudades litorales (Túnez, Sfax y Susa) a través de la adquisición de grandes propiedades de agricultura extensiva por parte de notables de las ciudades,   de la familia del bey  o de grandes granjeros  coloniales y la captación de los manantiales (Aïn Tebournouk, Jougar, Bargou, Haffouz y Sbeïtla). La dorsal es considerada así como la cabecera de las cuencas hidrográficas  de Túnez.
Desde la independencia, una política de disposición del territorio y de desarrollo local ha llevado a algunas especializaciones agrícolas intensivas con la extensión de la irrigación y de la arboricultura (manzanos, albaricoqueros, etc.). Asimismo, la creación de las Gobernaciones de Túnez ha dado lugar  a que las capitales  pasen a ser  centros administrativos (Zaghouan, Siliana y Kasserine).